# Emilie Grace Lavoie
Emilie Grace Lavoie, née en 1990 au Canada, est une artiste en arts visuels. Elle est médaillée d'argent des VIIIes Jeux de la Francophonie de 2017 d'Abidjan en Côte d’Ivoire dans la catégorie sculpture et installation, représentant le Canada-Nouveau-Brunswick. 

## Biographie
Emilie Grace Lavoie est une artiste, commissaire et membre du Collectif 3E, originaire d'Edmundston au Nouveau-Brunswick, Canada.  

### Éducation
Emilie Grace Lavoie est diplômée d'un DEC en design de mode du Collège LaSalle (2011), d'un Baccalauréat en arts visuels de l’Université de Moncton (2016), puis d'une Maîtrise en arts visuels de Emily Carr University of Art and Design (2018).

## Œuvres
Emilie Grace Lavoie travaille principalement la tridimensionnalité (sculpture, céramique, textile). Sa pratique interroge l'espace qui existe entre un objet et son écologie; la relation entre la pratique matérielle (l'écologie du studio) et les systèmes complexes, tels que les écosystèmes vivants, et les environnements dans lesquels ils se trouvent.

## Expositions
Les œuvres de Lavoie ont fait l'objet de diverses expositions en Colombie-Britannique, en Alberta, au Québec et au Nouveau-Brunswick. Ses œuvres font partie de diverses collections privées et publiques, dont la banque d'art provinciale, collectionsArtNB, et la collection permanente du Musée des beaux-arts Beaverbrook.
En 2017, elle représente le Canada-Nouveau-Brunswick aux VIIIes Jeux de la Francophonie d'Abidjan en Côte d'Ivoire, où elle a remporté la médaille d'argent dans la catégorie Sculpture et Installation. 
Passionnée par la mode et l'art, elle conceptualise et co-organise Art-à-Porter, une performance qui rejoint le design de mode et les arts visuels, présenté en 2014 à l'Université de Moncton, en 2016 au Centre des Arts d’Edmundston, ainsi qu'en 2017 au Works Art and Design Festival d'Edmonton.
Pendant ses études au Collège LaSalle à Montréal, elle a eu l'occasion de faire de la recherche en collaboration avec Le Centre des technologies du Québec, qui étudie les interventions technologiques des vêtements. L'un de ses projets a été présenté au cours du Festival Eurêka du Centre des Sciences de Montréal en 2011.

## Prix et distinctions
- 2018: Étoile communautaire, Ville d'Edmundston
- 2017: Lauréate de la bourse Robert Weghsteen Memorial Graduate Scholarship
- 2017:  médaillé d’argent en sculpture aux VIIIes Jeux de la Francophonie d'Abidjan[8].
- 2016: Lauréate de la bourse Advanced Studies Scholarship, Sheila Hugh Mackay Foundation[9]